# Paul-Marie Molin
Paul-Marie Molin, né le 1er mai 1885 à Saint-Martin-en-Haut dans le département français du Rhône, et mort le 17 août 1967 à Faladié au Mali, est un archevêque de Bamako.

## Biographie
En 1905, il entre au noviciat des Pères blancs à Maison-Carrée en Algérie. Il termine ses études de théologie à Carthage en 1911, où il reçoit l'ordination. Il devient ensuite enseignant au séminaire de Carthage, puis à Jérusalem. L'année 1924 voit sa nomination comme conseiller canonique d'Émile Sauvant, vicaire apostolique de Bamako. Il est consacré le 23 octobre de la même évêque titulaire de Garba par Louis-Joseph Maurin avec comme co-consécrateurs Joseph Cuaz et Jean-Marie Bourchany :.
Il est vicaire apostolique de Bamako de 1928 à 1949. Il s'installe dans cette ville le 4 mars 1930, et y ouvre des écoles dès l'année suivante.
Le 12 novembre 1933, il bénit la première pierre de la cathédrale de l'Immaculée-Conception de Ségou,.
Il fonde en 1934 l'Institut des Filles du Cœur Immaculé de Marie (FCIM),.
La même année, il fonde une mission à Goualala.
Il démissionne de ses fonctions le 21 janvier 1949 et meurt au séminaire de Faladié en 1967,.

## Succession apostolique
Paul-Marie Molin a ordonné les évêques suivants :
- Archevêque Pierre Louis Leclerc, M. Afr. (1950)

## Ouvrages
- Grammaire Bambara, avec Émile Sauvant[13].
- Recueil de poèmes bambaras et malinkés[14],[15].
- SÈBÈNI KALAN KITABOU - Syllabaire bambara (Alger, 1936)[16].